# Michail Trifonowitsch Jowtschuk
Michail Trifonowitsch Jowtschuk (russisch Михаил Трифонович Иовчук; * 1908; † 1990) war ein sowjetischer Philosoph und Parteifunktionär.

## Leben
Jowtschuk wurde 1926 Mitglied der KPdSU. Er lehrte an mehreren Universitäten und gehörte führenden Partei- und Staatsgremien an. Ihm wurde der Leninorden verliehen sowie 1971 der erste Plechanow-Preis. 1946 wurde er zum korrespondierenden Mitglied der Akademie der Wissenschaften der UdSSR gewählt.

## Veröffentlichungen
- Die wachsende Bedeutung der sozialistischen Ideologie, Dietz Verlag, Berlin 1973, Parteilehrjahr der SED 73/74